# Darren Bent
Darren Ashley Bent (* 6. Februar 1984 in Tooting, London) ist ein englischer Fußballspieler. Bent steht seit Juni 2015 bei Derby County unter Vertrag, nachdem er zuvor von Aston Villa dorthin verliehen wurde.

## Karriere

### Ipswich Town
Bent startete seine Karriere in der Jugendabteilung von Ipswich Town. Sein Profidebüt machte er am 1. November 2001 gegen Helsingborgs IF im UEFA-Pokal. Sein erstes Tor schoss er am 27. November 2001 bei der 1:4-Niederlage gegen Newcastle United. Das erste Liga-Tor schoss er am 24. April 2002 beim 1:0-Sieg gegen FC Middlesbrough. Im Februar 2003 hatte er sein internationales Debüt im englischen U-21-Team gegen Italien. Die Saison 2003/04 beendete er mit 18 Toren, die Saison 2004/05 mit 19 Toren und wurde Torschützenkönig.

### Charlton Athletic
Im Sommer 2005 wechselte Bent dann für 2,5 Millionen Pfund zu Charlton Athletic, nachdem Ipswich Town zum dritten Mal in Folge nur knapp den Aufstieg verpasst hatten. Gleich in seinem ersten Spiel für Charlton schoss er zwei Tore gegen den AFC Sunderland. Zudem wurde er Spieler des Monats August. Am Ende der Saison war er der drittbeste Torschütze der Liga und wurde zum besten Spieler von Charlton Athletic gewählt.

### Tottenham Hotspur
Im Sommer 2007 wechselte Bent für ca. 24,5 Millionen Euro zum Premier League Klub Tottenham Hotspur. Das war die höchste Summe, die die Spurs jemals für einen Spieler ausgegeben hatten. In seiner zweiten und gleichzeitig letzten Saison bei Tottenham war er mit 25 Toren in 43 Spielen der Toptorschütze im Team.

### AFC Sunderland
Nachdem sich Tottenham aber im Juli 2009 mit Peter Crouch verstärkte, wechselte Bent für zehn Millionen Pfund zum AFC Sunderland, was ihn wiederum zum teuersten Spieler in der Geschichte seines Vereins machte; zudem konnte sich die Summe im Erfolgsfall auf 16,5 Millionen Pfund erhöhen. Bereits bei seinem Debüt am 15. August 2009 schoss er den ersten Treffer für die „Black Cats“ zum 1:0-Auswärtssieg gegen die Bolton Wanderers. Mit acht Toren in den ersten neun Ligaspielen war er auf Anhieb an der Seite von Kenwyne Jones eine feste Größe im Angriffsspiel des AFC Sunderland.

### Aston Villa
Am 18. Januar 2011 unterschrieb Darren Bent einen Viereinhalbjahresvertrag bei Aston Villa. Für ihn überwies Aston Villa eine Ablöse von 18 Millionen Pfund, die sich durch Bonuszahlungen auf 24 Millionen Pfund erhöhen kann. Damit ist Bent erneut der teuerste Einkauf der Vereinsgeschichte des Premier-League-Klubs. Sein erstes Spiel für Villa absolvierte Bent am 22. Januar 2011 beim 1:0-Sieg gegen Manchester City über die vollen 90 Minuten. Durch seinen Siegtreffer (18. Minute) war Bent in seinem ersten Spiel der "Matchwinner" und holte mit seinem Team drei wichtige Punkte gegen den Abstieg.

### FC Fulham
Zur Saison 2013/14 wechselte Bent auf Leihbasis zum FC Fulham.

### Rückkehr zu Aston Villa und Notfallleihe
Zur Saison 2014/15 kehrte Bent nach dem Abstieg mit dem FC Fulham zu Aston Villa zurück. Nach sieben Einsätzen in der Premier League, in denen Bent kein Treffer gelungen war, wechselte er am 26. November 2014 per Notfallleihe für einen Monat zum Zweitligisten Brighton & Hove Albion.

### Derby County
Im Januar 2015 gab Derby County die Verpflichtung von Bent bekannt. Er wechselte leihweise bis Saisonende zum Zweitligisten, für den er in 15 Ligaspielen 10 Tore erzielte. Im Juni 2015 wurde Bent daraufhin von den als Rams genannten Verein fest verpflichtet.

### Nationalmannschaft
Bent wurde erstmals am 17. August 2005 beim Freundschaftsspiel gegen Dänemark in die Nationalmannschaft berufen. Zudem wurde er auch zu den WM-Qualifikationsspielen gegen Wales und Nordirland berufen, aber nicht eingesetzt. Sein Debüt gab er dann am 1. März 2006 beim Heimspiel gegen Uruguay. Für die Weltmeisterschaft 2006 wurde er nicht berücksichtigt. Somit beendete er das Jahr 2006 mit nur zwei Spielen und keinem Tor.